# Ісмет Іненю
Мустафа́ Ісме́т Іненю́, Мустафа Ісмет Іньоню, (тур. Mustafa İsmet İnönü Turkish pronunciation: [isˈmet ˈinœny]
, 24 вересня 1884, Ізмір, Османська імперія — 25 грудня 1973, Анкара, Туреччина) — турецький державно-політичний діяч, дипломат.

## Життєпис
Народився 24 вересня 1884 в Ізмірі у сім'ї курда та турчанки. Закінчив військово-артилерійське училище.
З 1914 — брав участь у бойових діях в Месопотамії під час Першої світової війни у званні полковника. Командував 4-ю армією в Османській Сирії.
З 1918 — заступник військового міністра Османської Імперії, голова комісії з підготовки мирного договору з Антантою.
У 1919—1922 — під час турецько-грецької війни Мустафа Ісмет прославився в битві при Іненю, на честь якої отримав після введення прізвищ у Туреччині прізвище Іненю. За цю перемогу отримав титул паши. Його діяльність призвели до перемоги над греками на Сакарії.
У 1922—1924 — міністр закордонних справ Туреччини.
У 1923—1937 — після заснування Турецької Республіки став її першим Прем'єр-міністром.
З 11.11.1938 по 22.05.1950 — після смерті Ататюрка був обраний Президентом Туреччини.
З 1938 по 1972 — очолював та був одним із засновників, разом із Ататюрком, Республіканської народної партії.
З 20.11.1961 по 21.02.1965 — у результаті державного перевороту в Туреччині, організованого рядом вищих офіцерів на чолі з генералом Джемалем Гюрселем, став Прем'єр-міністром Туреччини.
У 1965—1972 — після поразки на виборах від Партії Справедливості покинув уряд і займався партійною діяльністю.
25 грудня 1973 — помер в Анкарі.